# 橋本徹
橋本 徹（はしもと とおる、1934年（昭和9年）11月19日 - ）は、日本の銀行家。富士銀行頭取、ドイツ証券会長、日本政策投資銀行社長のほか、国際基督教大学理事長も歴任した。プロテスタント信者。

## 人物・来歴
両親とも教員の子息として岡山県高梁町（現：高梁市）に生まれる。年若い頃から英語に関心を抱き、岡山県立高梁高校在学時には英語クラブに入部。高校の同期には、伊藤忠商事副社長の森澤寛二、大学教授の南智、岡山東商を甲子園優勝に導いた向井正剛がいた。東大法学部進学時にも英語研究会に所属したほか、同研究会の傍ら柔道部にも在籍した。
大卒後の就職先として外交官を目指し、外務公務員上級試験にチャレンジするも不合格となったため、富士銀行（現：みずほ銀行）に入行。新宿支店に配属され、その後フルブライト交流計画の試験に合格しカンザス大学に留学。帰国後はほとんどを国際業務関連においてキャリアを積んだ、1973年、英国の商業銀行との合弁で設立された証券会社の初代社長として渡英。ロンドンに6年間滞在した。また富士銀が買収した米国シカゴに本拠を置くノンバンク会社「ヘラー」では、交渉の初期段階からかかわり、1984年1月、自らが副社長として現地に赴き、経営再建に取り組んだ。
1991年6月には、続投するものとみなされた端田泰三頭取兼会長が乱脈融資によって経営難となった富士銀系の大阪府民信用組合や、主力行を担う飛島建設などの経営悪化から2期で会長専任に退いたことを受け頭取に就任した。就任直後には、衆議院証券金融問題特別委員会に、巽外夫住友銀行頭取、黒澤洋日本興業銀行頭取と共に、参考人として招致され、バブル経済を背景に不祥事が露見したことに関する質疑に応じた。
1996年4月、住専問題によって久保亘蔵相が、銀行経営者に辞任を求めていたことから、任期途中であるが頭取の辞任を表明。同年6月、代表取締役会長に就任。また頭取辞任に先立ち同年5月には住専問題に関し参議院予算委員会で橋本に対し証人喚問が行われた。その後会長と併任で日経連副会長や、経団連評議会副議長などを歴任し、2002年4月、みずほFGの発足に伴い会長から退いた。
2002年10月、富士アドシステム顧問に就任して間もない頃、日本で豊富な人脈を有している人を会長として招きたいと考えていたドイツ証券東京支店長から、「ドイツ証券にきてほしい」と懇請され、翌2003年7月から会長に就き、企業相手の渉外などを担い、2008年9月退任した。
2011年6月、東大柔道部時代の先輩である室伏稔日本政策投資銀行社長（元伊藤忠商事社長）からに頼まれ、政投銀の助言機関の一員を務めていたことから、図らずも後継として指名され社長に就任。日本航空の経営再建の支援や、東日本大震災からの復旧・復興さらに国際業務の強化などを手掛け、2015年6月相談役に退いた。ほかに、キリスト教に基づいた道徳再武装運動であるイニシアティブス・オブ・チェンジの会長のほか、国際基督教大学の理事長も歴任した。

## 略歴
- 1934年（昭和9年） - 出生。
- 1953年（昭和28年）- 岡山県立高梁高等学校卒業。
- 1957年（昭和32年）- 東京大学法学部を卒業後、富士銀行（現：みずほ銀行）に入行。
- 1986年（昭和61年）- 同取締役国際審査部長。
- 1987年（昭和62年）- 同常務取締役。
- 1990年（平成2年）- 同副頭取。
- 1991年（平成3年）- 同頭取。
- 1995年（平成7年）- 全国銀行協会連合会会長。
- 1996年（平成8年）- 富士銀行代表取締役会長。
- 1997年（平成9年）- 日本経済団体連合会副会長。
- 2000年（平成12年）- 富士総合研究所理事長。
- 2002年（平成14年）- 富士アドシステム顧問。
- 2003年（平成15年）1月 - ドイツ証券東京支店特別顧問。
- 2003年（平成15年）7月 - 同東京支店会長。
- 2005年（平成17年）12月 - 同取締役会長。
- 2011年（平成23年）6月 - 日本政策投資銀行代表取締役社長・社長執行役員。
- 2015年（平成27年）6月 - 同相談役。